# Alfredo Sánchez Cruz
Alfredo Sánchez Cruz es un futbolista mexicano que juega de mediocampista en el Atlético San Luis de la Liga de Ascenso de México.
Tuvo su debut en Primera división el 1 de abril de 2006 en un partido que se perdió 3 a 1 con Dorados de Sinaloa, pero fue enviado a Liga de Ascenso para contar con más minutos de juego. En 2007, jugó para el Atlético Cihuatlán. Para el 2008 regresó al Atlas, donde jugó 12 partidos, 6 de los cuales lo hizo de titular, acumulando 691 minutos de juego, y una asistencia de gol en un partido que se perdió 4 a 2 con Cruz Azul. Fue puesto en la lista de transferibles por el Atlas de Guadalajara en 2009, por lo que pasó a los Loros de la Universidad de Colima junto con Eduardo García de León y José de Jesús Reyes Blas.

## Clubs
- Atlas de Guadalajara (2006 - 2007)
- Atlético Cihuatlán (2007 - 2008)
- Atlas de Guadalajara (2008 - 2009)
- Loros de la Universidad de Colima (2009 - 2012 )
- Atlas Fútbol Club (2012 - 2013)

- Datos: Q4723876